# Daira
Daira is een geslacht van kreeftachtigen uit de klasse van de Malacostraca (hogere kreeftachtigen).

## Soorten
- Daira americana Stimpson, 1860
- Daira perlata (Herbst, 1790)